# The Screen Behind the Mirror
The Screen Behind the Mirror — четвёртый студийный альбом проекта Enigma. Выпущен в большинстве стран 17 января, а в Австралии 7 февраля 2000 года.

## Об альбоме
В основу The Screen Behind the Mirror положена музыкальная тема из известной оратории Карла Орфа «Carmina Burana». В альбоме также используются традиционные японские инструменты, церковные колокола и церковный орган. Оформлением этого альбома снова занимался Джоэн Замбрыски.
Первым синглом из этого альбома стал «Gravity of Love», вышедший 22 ноября 1999 года, а вторым — «Push the Limits».

## Список композиций
1. The Gate (2:03)
2. Push the Limits (6:27)
3. Gravity of Love (4:01)
4. Smell of Desire (4:55)
5. Modern Crusaders (3:51)
6. Traces (Light and Weight) (4:13)
7. The Screen Behind the Mirror (3:59)
8. Endless Quest (3:07)
9. Camera Obscura (1:39)
10. Between Mind and Heart (3:59)
11. Silence Must Be Heard (5:20)

## Синглы
| Обложка | Название                     | Треклист | Награды                                        |
| ------- | ---------------------------- | --- | ---------------------------------------------- |
|         | Gravity Of Love (22.11.1999) | 1. «Gravity Of Love (Radio Edit)» (03:53) 2. «Gravity Of Love (Judgement Day Club Mix)» (06:11) 3. «Gravity Of Love (Dark Vocal Club Mix)» (06:38)                                                                  | - Венгрия — 4 - Германия — 65 - Швейцария — 89 |
|         | Push The Limits (17.04.2000) | 1. «Push The Limits (Radio Edit)» (03:52) 2. «Push The Limits (ATB Remix)» (08:31) 3. «Push The Limits (Album Version)» (06:23) 4. «Push The Limits (ATB Radio Remix)» (03:33) 5. «Push The Limits — Video» (03:52) | - Германия — 96                                |

## Участники записи
- Михаэль Крету — автор музыки и слов, продюсер, аранжировка, звукоинженер, вокал
- Сандра Крету — вокал
- Рут-Энн Бойл — вокал
- Эндрю Дональдс — вокал
- Йенс Гад — аранжировка, гитара, звукоинженер, соавтор музыки
- Андре Таннебергер (ATB) — ремиксы («Push the Limits», «Silence Must Be Heard»)
- Элизабет Хоутон — голосовые партии
- Девид Файрстейн — соавтор слов
- Джоханн Цамбриский — художник

## Чарты
- Еврочарт — 2
- CRIA — Золото
- RIAA — Золото (500,000+)
- Греция — 1
- Саудовская Аравия — 1
- Германия — 2
- Дания — 2
- Норвегия — 2
- Португалия — 2
- США — 2, Top Internet Albums
- Швейцария — 4
- Нидерланды — 4
- Израиль — 5
- Финляндия — 5
- Япония — 5
- Австрия — 6
- Польша — 6
- Великобритания — 7, Платина
- Чехия — 7
- Швеция — 7
- Сингапур — 8
- Венгрия — 9
- Таиланд — 11
- Канада — 12
- Италия — 13
- Испания — 14
- Франция — 16
- Бельгия — 19
- США — 33
- Ирландия — 41
- Австралия — 44
- Мировые продажи: 5 млн.